# Toser y cantar
Toser y cantar es el noveno disco oficial del cantautor español Javier Krahe, sacado a la venta en 2010 por la compañía discográfica 18 Chulos Records. Junto al CD de 11 canciones, incluye con un libro titulado De mil amores, que contiene un estudio de su obra a cargo del escritor y catedrático Miguel Tomás y Valiente, así como ilustraciones del pintor Octavio Colis. 
Todas las canciones son de Javier Krahe.

## Lista de canciones
1. El dos de mayo - 3:56
2. Vals del perdón - 4:30
3. Conócete a ti mismo - 3:56
4. Cántaro yo - 3:21
5. Las musarañas - 4:07
6. Cruel Genoveva - 3:00
7. La osa mayor - 3:41
8. En brazos de Eva - 3:41
9. La cientouna - 5:01
10. La vil televisión - 3:37
11. ¡Ay, democracia! - 3:50

## Músicos
- Javier Krahe: Voz
- Javier López de Guereña: Guitarras, programaciones, arreglos adicionales y coros
- Fernando Anguita: Contrabajo y coros
- Andreas Prittwitz: Clarinete, flauta, saxo soprano y coros
- José Miguel Sánchez: Guitarras y ukelele
- Cuco Pérez: Acordeón musette
- Esteban Algora: Acordeón de concierto
- Wally Fraza: Percusiones
- Federico Lechner: Piano
- Toni Saigi Chupi: Órgano Hammond
- David Soler: Pedal Steel
- Antonio Calero: Batería
- Cuarteto Diapente: Cuerdas